# Élections au Parlement de Galice de 2009
Les élections au Parlement de Galice de 2009 (en espagnol : elecciones al Parlamento de Galicia de 2009, en galicien : eleccións ao Parlamento de Galicia de 2009) se tiennent de manière anticipée le dimanche 1er mars 2009, afin d'élire les 75 députés de la VIIIe législature du Parlement de Galice pour un mandat de quatre ans. Elles ont lieu le même jour que les élections au Parlement basque.
Le scrutin, anticipé de quelques semaines, intervient quatre ans après une alternance historique au profit des partis de gauche, en conclusion d'une législature marquée des polémiques et divisions au sein du gouvernement de coalition entre le Parti socialiste et le Bloc nationaliste et alors que l'Espagne est touchée par une crise économique.
Le Parti populaire d'Alberto Núñez Feijóo, tirant profit du renouvellement générationnel au détriment de son chef historique Manuel Fraga qui remobilise ses électeurs et du désenchantement de l'électorat progressiste face au bilan du président de la Junte socialiste Emilio Pérez Touriño, retrouve la majorité absolue avec une victoire nette que les sondages n'avaient pas anticipé. Il progresse notamment dans les provinces littorales, qui avaient joué un rôle-clé dans le succès de la gauche en 2005. Le vote des émigrés lui fait perdre un siège de député dans la province rurale et intérieure d'Ourense au profit des socialistes, sans remettre en cause son retour au pouvoir.
En conséquence, Emilio Pérez Touriño démissionne du secrétariat général du Parti socialiste et le vice-président de la Junte Anxo Quintana (es) renonce à son poste de porte-parole national du Bloc nationaliste. Six semaines après les élections, Alberto Núñez Feijóo est investi président de la Junte.

## Contexte

### Alternance historique
Avec un record de participation hors expatriés en raison de la perception d'un véritable enjeu quant au résultat, les élections régionales anticipées du 19 juin 2005 sont marquées, à l'issue du décompte du vote des émigrés, par une alternance historique au pouvoir.
Au pouvoir depuis les élections de 1989, le président de la Junte Manuel Fraga, du Parti populaire (PP), remporte sa cinquième victoire consécutive mais avec 37 députés, il perd sa majorité absolue. Ses espoirs de faire élire un député supplémentaire dans la circonscription de Pontevedra grâce aux votes des expatriés sont cependant déçus, son avance n'étant finalement pas suffisante.
Le Parti socialiste (PSdeG-PSOE) d'Emilio Pérez Touriño retrouve son statut de deuxième force politique en gagnant huit députés et dix points de pourcentage. Il repasse devant le Bloc nationaliste galicien (BNG) d'Anxo Quintana (es), dont le recul est plus fort qu'attendu. Le 23 juillet, Touriño et Quintana signent leur contrat de coalition, trois semaines après le début des échanges entre leurs deux partis.
Le 29 juillet, Emilio Pérez Touriño est investi président de la Junte par le Parlement, par 38 voix pour et 37 voix contre, le Parti populaire refusant de lui accorder sa confiance. Il prête serment quatre jours plus tard et son gouvernement, qui compte 12 conseillers et dont Anxo Quintana est vice-président, est assermenté le 4 août. À l'occasion d'un congrès extraordinaire en janvier 2006, Alberto Núñez Feijóo remplace Manuel Fraga comme président du PP en Galice.

### Législature agitée
La coalition entre le PSdeG-PSOE et le BNG n'est pas exempte de tensions et de controverses. Les deux partis s'opposent ainsi sur la question linguistique, le Bloc nationaliste défendant l'apprentissage de l'hymne galicien dans les écoles alors que les politiques éducatives dépendent du Parti socialiste. Tout au long de la mandature, Pérez Touriño et Quintana se parlent à peine, se voient peu et semblent gouverner chacun de leur côté. Ainsi, en décembre 2008, le conseiller nationaliste à l'Industrie attribue — sans appel d'offres et sans tenir compte des critiques de deux de ses collègues socialistes — des concessions pour l'exploitation de parcs éoliens à un entrepreneur qui avait invité sur son yacht Anxo Quintana quelques mois plus tôt, sans que Pérez Touriño ne remette cette décision en cause. Le président de la Junte est également mis en cause pour l'achat d'un véhicule officiel blindé d'une valeur de 480 000 €, qu'il justifie par le remplacement d'une voiture de même valeur acquise par son prédécesseur, et pour des travaux de rénovation du siège des services de la présidence d'un montant de 1,6 million €, l'opposition affirmant que cette somme avait servi uniquement pour le bureau présidentiel,.
La législature est marquée par une tentative avortée de réformer le statut d'autonomie entre 2006 et 2007. Les trois partis représentés au Parlement s'étaient initialement dits conjointement favorables à une telle évolution normative. Cependant, l'opposition entre le PP et le BNG sur l'usage du terme « Nation » ou de l'expression « sentiment national » à propos de la Galice conduit à un report sine die de la réforme.
Après avoir refusé à la fin du mois d'août 2008 de dissoudre le Parlement en avance, en dépit du souhait d'une partie de la direction régionale et nationale du Parti socialiste qu'il se met à dos, Emilio Pérez Touriño indique le 18 décembre à la Junte puis au Parlement que les élections régionales auront lieu le 1er mars 2009 mais refuse de parler « d'élections anticipées », arguant que le scrutin devait se tenir au plus tard à la fin du premier semestre 2009.

## Mode de scrutin

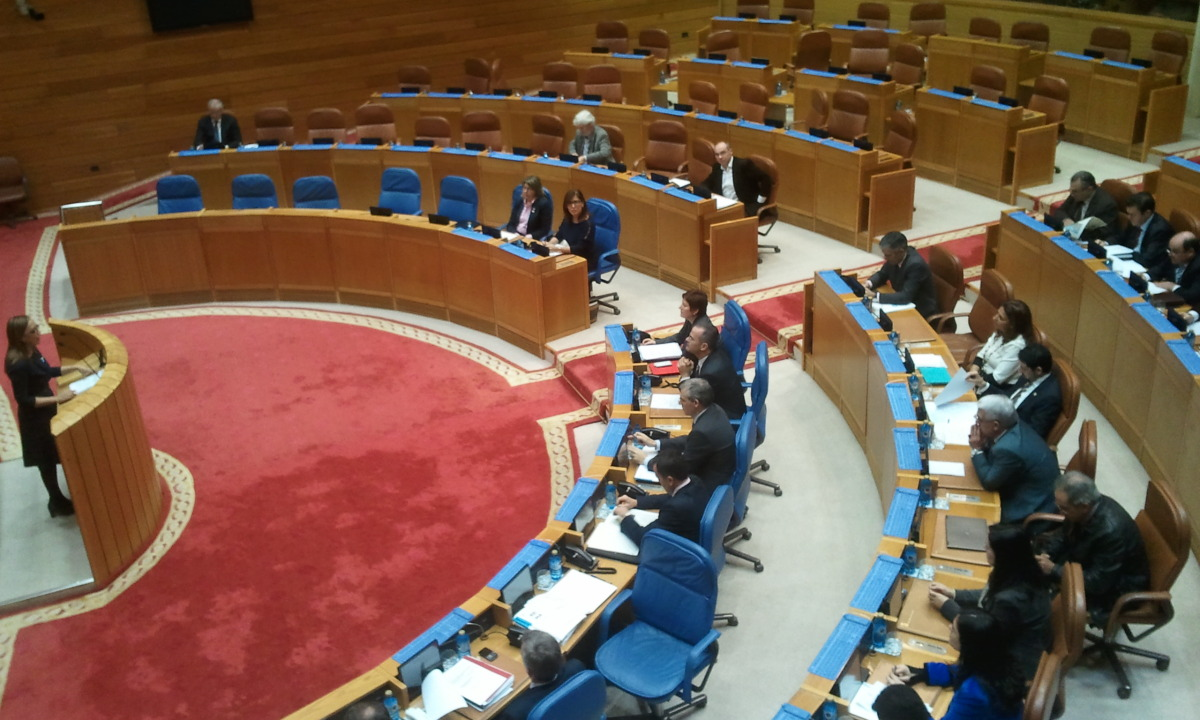
Hémicycle du Parlement de Galice.

Le Parlement de Galice (Parlamento de Galicia) est une assemblée parlementaire monocamérale constituée de 75 députés (diputados), élue pour une législature de quatre ans au suffrage universel direct selon les règles du scrutin proportionnel D'Hondt par l'ensemble des personnes résidant dans la communauté autonome où résidant momentanément à l'extérieur de celle-ci, si elles en font la demande.

### Convocation du scrutin
Conformément à l'article 11 du statut d'autonomie, le Parlement est élu pour un mandat de quatre ans. L'article 12 de la loi électorale galicienne du 13 août 1985 précise que les élections sont convoquées au moyen d'un décret du président de la Junte de Galice, publié au Journal officiel. La première disposition finale de cette même loi dispose que loi électorale relative au Congrès des députés s'applique pour tout ce qu'elle-même ne prévoit pas.

### Nombre de députés par circonscription
Puisque l'article 11 du statut d'autonomie ne prévoit aucun nombre minimal de députés, l'article 9 de la loi électorale indique que le nombre de parlementaires est fixé à 75 et attribue à chaque circonscription 10 sièges d'office, les 35 mandats restant étant distribués en fonction de la population provinciale. L'article 11 du statut énonce en effet que « Dans tous les cas, la province sera la circonscription électorale. ».
Le décret de convocation des élections, publié le 6 janvier 2009, dispose que les sièges sont répartis ainsi : 
| Circonscriptions | Députés |
| ---------------- | ------- |
| La Corogne       | 24      |
| Lugo             | 15      |
| Ourense          | 14      |
| Pontevedra       | 22      |

### Présentation des candidatures
Peuvent présenter des candidatures, : 
- les partis ou fédérations politiques enregistrées auprès du registre des associations politiques du ministère de l'Intérieur ;
- les coalitions électorales de ces mêmes partis ou fédérations dûment constituées et inscrites auprès de la commission électorale au plus tard 10 jours après la convocation du scrutin ;
- et les électeurs de la circonscription, à condition de représenter au moins 1 % des inscrits.

### Répartition des sièges
Seules les listes ayant recueilli au moins 5 % des suffrages valides — ce qui inclut les bulletins blancs — dans une circonscription peuvent participer à la répartition des sièges à pourvoir dans cette circonscription, qui s'organise en suivant différentes étapes, : 
- les listes sont classées en une colonne par ordre décroissant du nombre de suffrages obtenus ;
- les suffrages de chaque liste sont divisés par 1, 2, 3... jusqu'au nombre de députés à élire afin de former un tableau ;
- les mandats sont attribués selon l'ordre décroissant des quotients ainsi obtenus.

Lorsque deux listes obtiennent un même quotient, le siège est attribué à celle qui a le plus grand nombre total de voix ; lorsque deux candidatures ont exactement le même nombre total de voix, l'égalité est résolue par tirage au sort et les suivantes de manière alternative.

## Campagne

### Principales forces politiques
| Force politique | Force politique                                                                   | Force politique | Chef de file                                 | Idéologie                                                                       | Résultats en 2005           |
| --------------- | --------------------------------------------------------------------------------- | --------------- | -------------------------------------------- | ------------------------------------------------------------------------------- | --------------------------- |
|                 | Parti populaire (es) Partido Popular                                              | PP              | Alberto Núñez Feijóo                         | Centre droit à droite Libéral-conservatisme, démocratie chrétienne, galléguisme | 45,23 % des voix 37 députés |
|                 | Parti des socialistes de Galice-PSOE (gl) Partido dos Socialistas de Galicia-PSOE | PSdeG-PSOE      | Emilio Pérez Touriño (Président de la Junte) | Centre gauche Social-démocratie, progressisme, galléguisme                      | 33,22 % des voix 25 députés |
|                 | Bloc nationaliste galicien (gl) Bloque Nacionalista Galego                        | BNG             | Anxo Quintana (es) (Vice-président)          | Gauche Nationalisme galicien, nationalisme de gauche, socialisme démocratique   | 18,65 % des voix 13 députés |

## Résultats

### Voix et sièges

#### Total régional
|                          |                                                   |           |        |      |        |               |  |  |  |
| Parti                    | Parti                                             | Voix      | %      | +/-  | Sièges | +/-           |  |  |  |
|                          | Parti populaire (PP)                              | 789 427   | 46,68  | 1,45 | 38     | 1             |  |  |  |
|                          | Parti des socialistes de Galice-PSOE (PSdeG-PSOE) | 524 488   | 31,02  | 2,20 | 25     | en stagnation |  |  |  |
|                          | Bloc nationaliste galicien (BNG)                  | 270 712   | 16,01  | 2,64 | 12     | 1             |  |  |  |
|                          | Union, progrès et démocratie (UPyD)               | 23 796    | 1,41   | Nv   | 0      | en stagnation |  |  |  |
|                          | Terra Galega (TeGa)                               | 18 726    | 1,11   | Nv   | 0      | en stagnation |  |  |  |
|                          | Esquerda Unida-Izquierda Unida (EU-IU)            | 16 441    | 0,97   | 0,23 | 0      | en stagnation |  |  |  |
|                          | Os Verdes-Grupo Verde (OV-GV)                     | 5 911     | 0,35   | Nv   | 0      | en stagnation |  |  |  |
|                          | Por un Mundo más Justo (PUM+J)                    | 3 507     | 0,21   | Nv   | 0      | en stagnation |  |  |  |
|                          | Front populaire galicien (FPG)                    | 2 903     | 0,17   | 0,01 | 0      | en stagnation |  |  |  |
|                          | Autres partis                                     | 6 993     | 0,41   | –    | 0      | en stagnation |  |  |  |
|                          | Blancs                                            | 28 071    | 1,66   | 0,41 |        |               |  |  |  |
|                          |                                                   |           |        |      |        |               |  |  |  |
| Suffrages exprimés       | Suffrages exprimés                                | 1 690 975 | 99,11  |      |        |               |  |  |  |
| Votes invalides          | Votes invalides                                   | 15 223    | 0,89   |      |        |               |  |  |  |
| Total                    | Total                                             | 1 706 198 | 100,00 | –    | 75     | en stagnation |  |  |  |
| Abstentions              | Abstentions                                       | 942 078   | 35,57  |      |        |               |  |  |  |
| Inscrits / participation | Inscrits / participation                          | 2 648 276 | 64,43  |      |        |               |  |  |  |

#### Par circonscription
| Circonscription | Circonscription | La Corogne | La Corogne | La Corogne | La Corogne    | Lugo    | Lugo    | Lugo   | Lugo          | Ourense | Ourense | Ourense | Ourense       | Pontevedra | Pontevedra | Pontevedra | Pontevedra    |
| --------------- | --------------- | ---------- | ---------- | ---------- | ------------- | ------- | ------- | ------ | ------------- | ------- | ------- | ------- | ------------- | ---------- | ---------- | ---------- | ------------- |
|                 |                 |            |            |            |               |         |         |        |               |         |         |         |               |            |            |            |               |
| Sièges          | Sièges          | 24         | 24         | 24         | en stagnation | 15      | 15      | 15     | en stagnation | 14      | 14      | 14      | en stagnation | 22         | 22         | 22         | en stagnation |
|                 |                 |            |            |            |               |         |         |        |               |         |         |         |               |            |            |            |               |
|                 |                 | Nombre     | Nombre     | %          | %             | Nombre  | Nombre  | %      | %             | Nombre  | Nombre  | %       | %             | Nombre     | Nombre     | %          | %             |
| Inscrits        | Inscrits        | 1 071 898  | 1 071 898  | 100,00     | 100,00        | 346 193 | 346 193 | 100,00 | 100,00        | 355 666 | 355 666 | 100,00  | 100,00        | 874 519    | 874 519    | 100,00     | 100,00        |
| Abstentions     | Abstentions     | 396 643    | 396 643    | 37,00      | 37,00         | 114 515 | 114 515 | 33,08  | 33,08         | 127 587 | 127 587 | 35,87   | 35,87         | 303 333    | 303 333    | 34,69      | 34,69         |
| Votants         | Votants         | 675 255    | 675 255    | 63,00      | 63,00         | 231 678 | 231 678 | 66,92  | 66,92         | 228 079 | 228 079 | 64,13   | 64,13         | 571 186    | 571 186    | 65,31      | 65,31         |
| Nuls            | Nuls            | 5 507      | 5 507      | 0,82       | 0,82          | 2 481   | 2 481   | 1,07   | 1,07          | 1 704   | 1 704   | 0,75    | 0,75          | 5 531      | 5 531      | 0,97       | 0,97          |
| Exprimés        | Exprimés        | 669 748    | 669 748    | 99,18      | 99,18         | 229 197 | 229 197 | 98,93  | 98,93         | 226 375 | 226 375 | 99,25   | 99,25         | 565 655    | 565 655    | 99,03      | 99,03         |
|                 |                 |            |            |            |               |         |         |        |               |         |         |         |               |            |            |            |               |
| Partis          | Partis          | Voix       | %          | Sièges     | +/−           | Voix    | %       | Sièges | +/−           | Voix    | %       | Sièges  | +/−           | Voix       | %          | Sièges     | +/−           |
|                 | PP              | 304 779    | 45,51      | 12         | 1             | 109 574 | 47,81   | 8      | en stagnation | 109 852 | 48,53   | 7       | 1             | 265 222    | 46,89      | 11         | 1             |
|                 | PSdeG-PSOE      | 204 779    | 30,58      | 8          | en stagnation | 74 949  | 32,70   | 5      | en stagnation | 72 144  | 31,87   | 5       | 1             | 172 616    | 30,52      | 7          | 1             |
|                 | BNG             | 105 344    | 15,73      | 4          | 1             | 33 415  | 14,58   | 2      | en stagnation | 36 126  | 15,96   | 2       | en stagnation | 95 827     | 16,94      | 4          | en stagnation |
|                 | UPyD            | 11 345     | 1,69       | 0          | en stagnation | 2 579   | 1,13    | 0      | en stagnation | 1 539   | 0,68    | 0       | en stagnation | 8 333      | 1,47       | 0          | en stagnation |
|                 | TeGa            | 15 653     | 2,33       | 0          | en stagnation | 1 689   | 0,74    | 0      | en stagnation | 575     | 0,25    | 0       | en stagnation | 809        | 0,14       | 0          | en stagnation |
|                 | Autres          | 14 851     | 2,21       |            |               | 3 160   | 1,38    |        |               | 3 710   | 1,64    |         |               | 14 034     | 2,48       |            |               |
|                 | Blanc           | 12 997     | 1,94       | 3 831      | 1,67          | 2 429   | 1,07    | 8 814  | 1,56          |         |         |         |               |            |            |            |               |

## Analyse

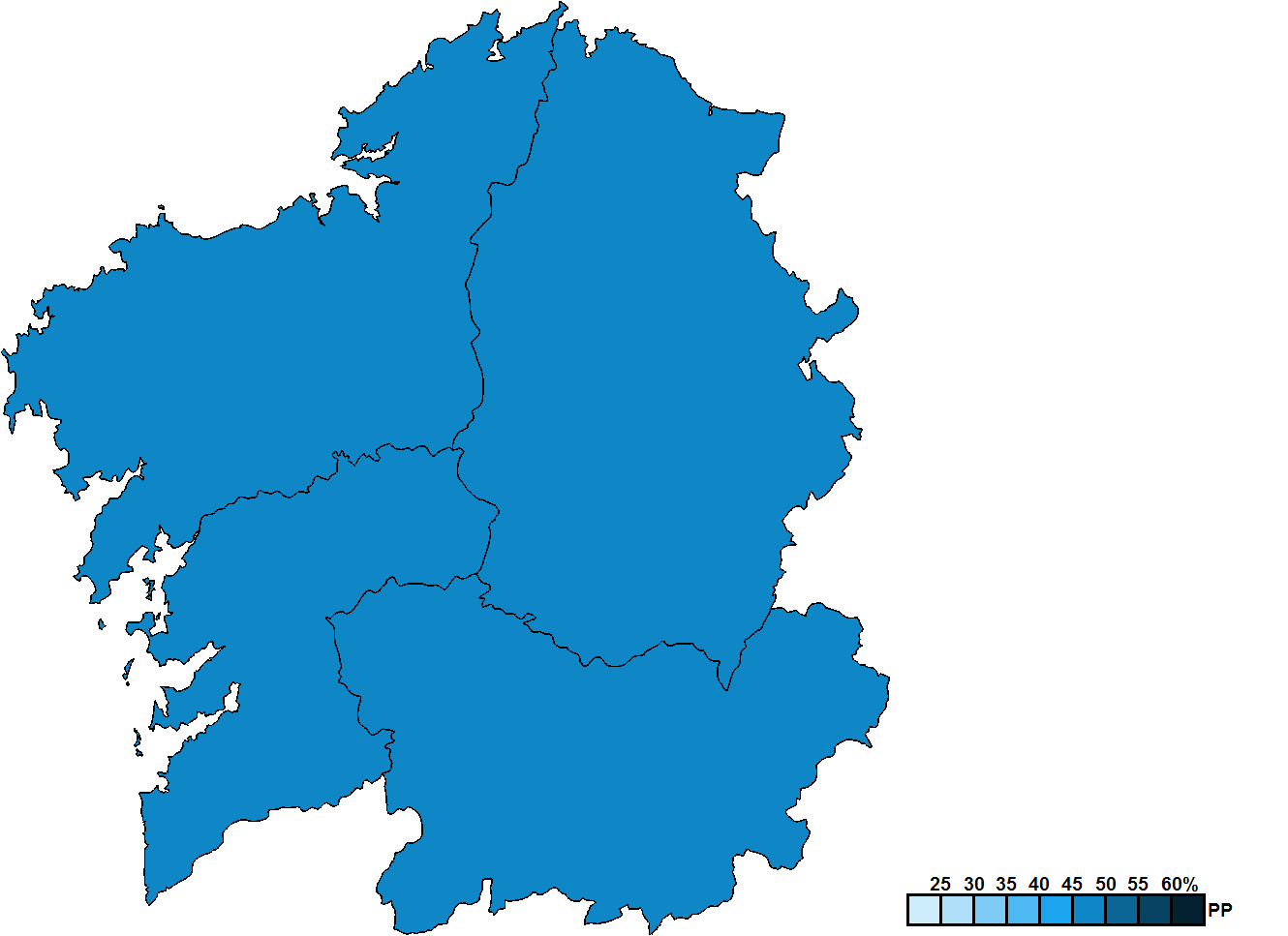
Parti arrivé en tête par circonscription et intensité de son score.

Contrairement aux attentes, le taux de participation sans les expatriés établit un nouveau record, 70,43 % des inscrits s'étant rendus aux urnes, effaçant le précédent record établi en 2005. L'affluence à la mi-journée était pourtant plus faible que lors des élections précédentes et pouvait laisser penser à un recul de la participation, en raison d'un temps froid et pluvieux après deux semaines de campagne marquées par la chaleur et l'ensoleillement.
Alors que les partis de gauche au pouvoir semblaient convaincus qu'une faible abstention leur ouvrirait les portes d'un deuxième mandat, ce sont les électeurs de droite qui n'avaient pas voté en 2005 pour sanctionner Manuel Fraga qui se sont mobilisés en faveur du Parti populaire (PP) de l'ancien vice-président de la Junte Alberto Núñez Feijóo. L'incertitude des résultats pronostiquée par les sondages ne s'est pas concrétisée, le PP conquérant 39 députés sur 75, soit deux sièges supplémentaires. Il progresse de trois points de pourcentage dans les circonscriptions de La Corogne et de Pontevedra, les plus urbaines où la gauche réalise habituellement ses meilleurs résultats, et conserve ses positions dans celles de Lugo et d'Ourense, où les partis de gauche avaient enregistré des avancées, jusqu'à conquérir en 2007 la députation de Lugo.
Le Parti socialiste (PSdeG-PSOE) du président de la Junte Emilio Pérez Touriño et le Bloc nationaliste galicien (BNG) du vice-président Anxo Quintana (es) perdent chacun un siège de député au profit du Parti populaire. Les provinces littorales de La Corogne et Pontevedra, territoires-clé de la victoire de 2005, plus touchées par la récession née de la crise économique, font cette fois-ci défaut. Alors que la droite s'est remobilisée, la coalition au pouvoir a été victime du désenchantement de son électorat face à une absence de rupture nette avec les années Fraga, la continuation d'une politique davantage axée sur la communication que sur les réalisations et la division interne à l'exécutif, et paie la dégradation de l'image de ses deux chefs de file alimentée par des accusations de l'opposition, la rupture du consensus sur l'enseignement du galicien et la forte hausse du chômage dont la crainte avait poussé la direction du PSOE à suggérer l'anticipation des élections.
Le dépouillement des votes des émigrés le 9 mars modifie la répartition des sièges de député sans altérer l'alternance au profit du Parti populaire, dans la mesure où le Parti socialiste reprend à ce dernier un mandat dans la circonscription d'Ourense comme espéré au soir des élections. Le PSdeG-PSOE devance effectivement le PP de 1 500 voix, là où une avance de 500 bulletins était nécessaire, ce qui lui garantit le même nombre de députés que sous la législature précédente, sans remettre en cause la majorité absolue d'Alberto Núñez Feijóo.

## Conséquences
Le secrétaire général du Parti socialiste Emilio Pérez Touriño remet sa démission à la commission exécutive dès le 2 mars 2009. La direction nationale forme le 4 mars une direction provisoire sous l'autorité de Ricardo Varela, vice-secrétaire général sortant. Le 24 avril, l'ancien conseiller à l'Environnement et ex-maire d'O Carballiño Pachi Vázquez est élu secrétaire général lors d'un congrès par 90,55 % des suffrages exprimés.
Le 14 mars, Anxo Quintana (es) renonce à ses fonctions de porte-parole national du Bloc nationaliste galicien et annonce la démission de l'ensemble de la commission exécutive. Lors d'une assemblée extraordinaire réunie le 10 mai, plusieurs candidatures se soumettent pour la première fois au vote des délégués et la liste de Guillerme Vázquez (es) l'emporte avec 55 % des voix et 8 sièges sur 15 à la commission exécutive.
Alberto Núñez Feijóo est investi président de la Junte le 16 avril par 38 voix pour et 37 voix contre, seul le Parti populaire lui accordant sa confiance et prend ses fonctions deux jours plus tard au cours d'une cérémonie sobre en raison de la crise économique, à laquelle participent par exemple 60 joueurs de cornemuse contre 6 000 aux temps de Manuel Fraga. Son gouvernement, constitué de 10 conseillers contre 13 dans l'équipe précédente, est assermenté le 20 avril.